# Liste des noms vernaculaires de marsupiaux
 (septembre 2024).
- bandicoot
- couscous
- dasyure
- dendrolague
- diable de Tasmanie
- fourmilier marsupial
- kangourou (nombreuses espèces éteintes)
- koala
- lièvre-wallaby
- monito del monte
- myrmécobie
- nunbat
- ninguai
- opossum
- pademelon
- petrogale
- Phalanger
- « possum  »
- quatre yeux
- quokka
- rat-kangourou
- sarigue
- souris à miel
- souris marsupiale
- taupe marsupiale
- triok
- thylacine (également appelé Loup marsupial ou Tigre de Tasmanie; éteint depuis 1937)
- wallaby (nombreuses espèces éteintes)
- wombat